# Otmar Rodgers
Otmar Roél Rodgers (Paramaribo, 24 november 1938 – aldaar 20 september 2011) was een Surinaams politicus die namens de Nationale Partij Suriname (NPS) zitting nam in De Nationale Assemblée (DNA).

## Biografie
Voordat Rodgers de politiek inging was hij onderwijzer en vakbondsman. Hij was lid geworden van de NPS en werd op 2 februari 1972 parlementslid, als vervanger van Frits Frijmersum die toen minister werd. Later werd Rodgers ondervoorzitter van de NPS en fractieleider van het Nieuw Front. 
In 1996 werd hij door de politie uit een parlementsvergadering gezet, en kwam aan het licht dat hij ten tijde van de regering-Wijdenbosch via de Centrale Bank van Suriname 20.000 Amerikaanse dollar had mogen kopen tegen een koers van 1,80 Surinaamse gulden per dollar, terwijl de werkelijke koers op ruim 2.000 gulden voor een dollar lag. De transactie leverde Rodgers een winst van 18.000 dollar op, maar hij werd ongemoeid gelaten doordat oud-president en partijvoorzitter Ronald Venetiaan hem de hand boven het hoofd hield.
Toen Suriname lid was geworden van de Nederlandse Taalunie waarschuwde Rodgers volgens dagblad De Ware Tijd voor ‘taalimperialisme vanuit Nederland’.
Rodgers bleef parlementslid voor de NPS tot 2010, naar eigen zeggen om plaats te maken voor de jongeren binnen de partij. Hij overleed op 72-jarige leeftijd na een ziektebed in het Sint Vincentius Ziekenhuis te Paramaribo.